# Costa Rica i olympiska sommarspelen 1968
Costa Rica deltog med 18 deltagare vid de olympiska sommarspelen 1968 i Mexico City. Ingen av landets deltagare erövrade någon medalj.